# Hastigerella bozici
Hastigerella bozici är en kräftdjursart som beskrevs av Lang 1948. Hastigerella bozici ingår i släktet Hastigerella och familjen Ectinosomatidae. Inga underarter finns listade i Catalogue of Life.